# Episodi di La strada per Avonlea (quinta stagione)
La quinta stagione della serie televisiva La strada per Avonlea è andata in onda sulla CBC Television dal 9 gennaio al 27 marzo 1994.
| nº | Titolo originale      | Titolo italiano         | Prima TV originale | Prima TV in italiano |
| -- | --------------------- | ----------------------- | ------------------ | -------------------- |
| 1  | Fathers and Sons      | Padri e figli           | 9 gennaio 1994     |                      |
| 2  | Memento Mori          | Zia Hetty               | 9 gennaio 1994     |                      |
| 3  | Modern Times          | Tempi moderni           | 16 gennaio 1994    |                      |
| 4  | A Friend in Need      |                         | 23 gennaio 1994    |                      |
| 5  | Strictly Melodrama    | Prime donne             | 30 gennaio 1994    |                      |
| 6  | The Great Race        | La grande corsa         | 6 febbraio 1994    |                      |
| 7  | Stranger in the Night | Lo straniero            | 13 febbraio 1994   |                      |
| 8  | Someone to Believe In | Il candidato            | 20 febbraio 1994   |                      |
| 9  | Thursday's Child      | Una decisione difficile | 27 febbraio 1994   |                      |
| 10 | Best Laid Plans       | Il signore della truffa | 6 marzo 1994       |                      |
| 11 | Otherwise Engaged     | Segui i tuoi sogni      | 13 marzo 1994      |                      |
| 12 | Enter Prince Charming | Il primo bacio          | 20 marzo 1994      |                      |
| 13 | The Minister's Wife   | La moglie del reverendo | 27 marzo 1994      |                      |